# 브렌 텐
브렌 텐(Bren Ten)은 1983년부터 1986년까지 도너스 & 딕슨 엔터프라이즈 주식회사에서 제작한 10mm Auto 탄약용 반자동 권총이다. 브렌 텐의 디자인은 9mm 파라벨룸 CZ-75와 유사한 외관을 가지고 있지만, 더 크고 강하며 몇 가지 독특한 디자인 요소로 인해 확연히 다른 총기이다. 이 디자인은 회사가 파산하기 전에 소량만 생산되었다. 이후 이 총기를 다시 생산하려는 시도는 성공하지 못했다.
브렌 텐은 여전히 논란의 여지가 있는 무기이다. 많은 애호가들은 이 총기를 그 시대 최고의 권총 중 하나로 여기며, 10mm Auto는 가장 강력한 반자동 권총 탄약 중 하나이다. 초기 생산 당시 보고된 문제점 중에는 일부 배송된 장치에 탄창이 없거나 작동하지 않는 경우가 있었다. 예비 탄창은 구하기 어려웠고 상대적으로 비쌌다. 10mm Auto 구경은 처음에는 이 권총에만 사용되었으며, 처음에는 스웨덴 오모트포르스의 FFV 노르마 AB에서 생산되었다.

## 역사
1970년대에 경찰과 일부 군대에서는 반자동 화기와 리볼버를 혼용하여 사용했다. 반자동 권총은 높은 발사 속도와 빠른 재장전을 제공했지만, 일반적으로 총기의 메커니즘이나 사수에게 과도한 부담을 주지 않는 작은 탄약을 사용했다. 리볼버는 반자동 권총보다 훨씬 강력한 구경으로 제공되었지만, 탄약 수가 적고 재장전이 상당히 느렸다. 어느 쪽도 이상적이라고 할 수 없었다.
1979년 12월 13일, 토머스 도너스와 마이클 딕슨은 기존 리볼버와 반자동 권총 사이의 격차를 해소하기 위한 새로운 반자동 권총 개발을 시작하기로 결정했다. 그들이 필요하다고 믿었던 것은 더 많은 탄약 용량과 더 빠른 재장전이 가능한 반자동 권총이었지만, .45 ACP와 .357 매그넘을 모두 능가하는 위력을 제공하는 것이었다. 그들은 새로운 디자인이 당시 구식이었던 콜트 1911만큼 인기를 얻기를 희망했다.
1980년 1월 15일, 그들은 가장 지식 있는 출처로부터 조언을 구하기 시작했다. 이러한 노력은 제프 쿠퍼에게로 이어졌다. 그의 조언을 구한 후, 두 사람은 그가 이미 그러한 권총을 개발하고 있었다는 것을 알게 되었다. 세 사람은 힘을 합쳤다: 도너스와 딕슨은 엔지니어링, 개발, 제조 및 마케팅을 담당했고, 쿠퍼는 개념 설계 기준 및 기술 조언을 제공했다. 회사는 1981년 7월 15일 캘리포니아주에서 도너스 & 딕슨 엔터프라이즈 주식회사로 공식적으로 법인화되었고, 헌팅턴비치에 새로운 공장이 세워졌다.
한편, 권총은 CZ-75를 기반으로 했지만, 스테인리스강 프레임, 쉽게 보이는 조준기, 그리고 일반적으로는 고도로 맞춤화된 총기에서만 볼 수 있는 다양한 다른 기능을 포함하여 크게 수정되었다. CSP-80이라는 이름의 원래 프로토타입은 .45 ACP 탄약을 사용했다. 그러나 제프 쿠퍼는 새로운 총이 그가 ".40 스페셜"이라고 부르는 구경을 사용해야 한다고 주장했다. 그의 탄도 요구 사항은 50미터까지 모든 합리적인 전투 사거리에서 5-인치 (13 cm) 총열에서 발사된 40구경 200-그레인 (13 g) FMJTC 탄환이 최소 1,000 피트 매 초 (300 m/s)의 목표 충격 속도를 가져야 한다는 것이었다. 이로 인해 CSP-80이 .45 ACP 탄약을 사용했다는 사실과 함께, .40 G&A와 같은 짧은 케이스 개념은 버려지고 짧은 .30 레밍턴 소총 황동을 사용하여 .45 ACP 길이의 .40 스페셜 개발이 시작되었다. 그 결과로 나온 와일드캣 탄약은 10mm Auto로 다시 명명되었다. 제프 쿠퍼는 이를 받아들여 컴뱃 서비스 피스톨 80을 브렌 텐으로 개명했다.
브렌 텐은 1983년부터 1986년까지 생산되었다. 그들은 1982년부터 주문을 받기 시작했으며, 심층 테스트가 완료되기 전에 가능한 한 빨리 제품을 배송해야 했다. 첫 번째 권총 배치는 사전 생산된 탄창 하나와 함께 고객에게 발송되었다. 고객들은 주문을 취소했고, 1986년 도너스 & 딕슨 주식회사는 파산 신청을 할 수밖에 없었다.

## 디자인 상세
브렌 텐 모델은 CZ-75 권총 디자인의 일부 특징을 차용했지만, "텐"은 CZ의 복제품이 아니다. 브렌 텐은 스테인리스강으로 제작된 풀사이즈 및 콤팩트 권총 프레임 크기로 여러 변형이 제공되었다. 슬라이드는 탄소강으로 만들어졌으며, 청색 또는 경질 크롬 마감 처리되었다. .45 ACP 변환 키트는 모든 풀사이즈 브렌 텐 변형에 사용할 수 있었다. 모든 풀사이즈 모델에는 권총에 사용되는 모든 나사에 맞는 이중 헤드 드라이버가 반동 스프링 가이드 로드에 내장되어 있으며, 현장 수리를 위한 비상 도구 역할을 한다. 탄창 바닥판의 노즈는 캐슬레이트 총열 부싱을 제거하는 데 사용되는 렌치 역할을 한다. 초창기 총기에는 반대쪽 장력 조절 나사로 풍향을 조절할 수 있는 후방 조준기가 있다. 후기 총기에는 클릭 조절식 후방 조준기가 있다.
브렌 텐은 단기 반동 작동, 잠금식 폐쇄 방식의 반자동 권총으로, 브라우닝 하이파워 스타일의 링크리스 시스템을 사용한다. 이 권총은 단일 또는 더블 액션으로 발사할 수 있으며, 방아쇠가 뒤로 움직이지 않도록 시어를 잠그는 가역식 프레임 장착형 전투 엄지 수동 안전 장치와 공이의 전진을 막는 내부 공이 블록 안전 장치가 특징이다. 수동 안전 장치는 해머를 뒤로 젖힌 상태로 권총을 휴대할 수 있게 해주며, 컨디션 원으로 알려진 구성으로 안전 장치를 해제하는 것만으로 사용할 준비가 된다. 브렌 텐은 가시성을 높이기 위해 3개의 점이 있는 조절식 기계식 조준기를 가지고 있다. 브렌 텐의 표준 그립은 검은색 질감의 나일론으로 만들어진다.

### 탄창
브렌 텐 권총의 분리형 상자형 탄창 용량은 탄약과 정확한 브렌 텐 변형에 따라 달라진다. 기술적으로 그립 프레임의 탄창 삽입구 길이는 가능한 가장 짧은 탄창 길이와 이에 수반되는 최소 탄약 용량을 결정한다.
제조사는 다음과 같은 기본 공장 탄창 용량을 제공했다:
| 모델 / 탄약                                 | 10mm Auto | .45 ACP |
| ------------------------------------------- | --------- | ------- |
| 풀사이즈 및 10mm 콤팩트 모델 탄창 용량 (발) | 10        | 8       |
| 포켓 모델 탄창 용량 (발)                    | 8         | -       |

## 변형

### 표준 모델
브렌 텐 표준 모델은 브렌 텐 권총 전체 라인의 기본이다. 기본적으로 표준 모델과 나머지 브렌 텐 라인의 유일한 차이점은 마감, 총포신 길이 및 탄약이다. 듀얼-마스터 및 초기 발행/제프 쿠퍼 기념 모델의 경우 특별 각인, 특별 월넛 프리젠테이션 케이스, 그리고 듀얼-마스터의 경우 추가 슬라이드 및 총열과 같은 다른 추가 사항이 포함된다. 기본적으로 이 총들은 추가적인 장식으로 꾸민 표준 모델이었다. 브렌 텐 표준 모델은 스테인리스강 프레임과 청색 탄소강 슬라이드를 결합할 수 있었지만, 일부 수집가/소유자는 총기가 마이애미의 두 형사 브렌 텐처럼 보이도록 공장 청색 슬라이드에 후처리 경질 크롬 도금을 선택하기도 했다.
풀사이즈 모델은 다음 변형으로 제작되었다:
- 브렌 텐 표준 모델(SM) – 브렌 텐 권총 전체 라인의 기본.
- 브렌 텐 군/경(MP) – 법 집행 및 군사 계약을 목표로 함.
- 브렌 텐 듀얼-마스터 프리젠테이션 모델 – 10mm Auto 및 .45 ACP용 상부 어셈블리 2개 포함.
- 브렌 텐 초기 발행/제프 쿠퍼 기념 모델 – 1984년 도매 가격 목록에서 $2,000로 기재됨.
- 브렌 텐 마크스맨 스페셜 매치 – .45 ACP 비카탈로그 품목 (250정 생산).
- 브렌 텐 API – 미국 권총 연구소를 위해 특수 일련번호로 제작된 표준 모델.
- 브렌 텐 오리지널 프로토타입 – 빌렛 강철로 제조.
- 마이애미 바이스 브렌 텐 – 저조도 TV 장면에서 더 나은 가시성을 위해 경질 크롬 도금 슬라이드를 사용한 .45 ACP 공포탄 발사 권총 (2정 제작).

### 콤팩트 모델
브렌 텐 특수 부대 모델은 기본적으로 풀사이즈 브렌 텐의 단총열 버전이다. 특수 부대 브렌 텐 모델은 두 가지 변형으로 제공되었다. L(라이트)은 경질 크롬 도금 슬라이드를, D(다크)는 무광 청색 슬라이드를 특징으로 한다. 둘 다 1984년 SHOT 쇼에서 소개되었다.

### 포켓 모델
브렌 텐 포켓 모델은 표준 및 콤팩트 모델과 다른 특수 콤팩트 프레임을 가진 초소형 단총열 브렌 텐 변형이다. 또한 브렌 텐 표준 모델의 많은 특징을 유지했다. 생산 모델은 전혀 제작되지 않았다. 톰 도너스가 수작업으로 제작한 작동 프로토타입이 광고 그래픽에 사용되었다.

### 액세서리
공장 액세서리에는 극히 희귀한 흰색 호그 나일론 그립, 헤렛트가 제작한 매끄럽고 체크무늬가 있는 월넛 그립, 5인치 풀사이즈 .45 ACP 상단 변환 키트, 그리고 극히 소량이고 따라서 희귀한 6인치 10mm 총열이 포함되었다. 공장 액세서리 중 카탈로그에는 있었으나 제작되지 않은 품목으로는 .22LR 변환 키트와 양손잡이용 안전 장치가 있다. 검은색 코듀라 나일론 휴대용 케이스는 마크스맨 샵에서 비카탈로그 품목인 마크스맨 스페셜을 위해 주문되었다. 시스템 텐 어소시에이츠는 도너스 & 딕슨 주식회사에서 승인하지 않은 액세서리 라인을 생산했다. 여기에는 포스터, 실크 스크린 티셔츠, 야구 모자, 재킷 패치, 타이 텍/라펠 핀, 웹 파라벨트 및 황동 벨트 버클이 포함되었다.

## 브렌 텐 부활
1986년 도너스 & 딕슨 엔터프라이즈 주식회사가 문을 닫은 후, 사업가 리처드 보이트는 파산 법원에서 모든 지적 자산과 특정 물리적 자산을 구매하고 더 브렌 텐 코퍼레이션을 설립했다. 이 법인은 결국 페리그린 인더스트리가 되었다. 모델로는 페리그린 팔콘과 피닉스가 있었다. 그러나 페리그린 인더스트리는 1990년대 초 저축 대출 스캔들의 희생양이 되어 신용 한도가 사라졌다. 결과적으로, 많은 팔콘과 피닉스 1차 시제품이 테스트를 위해 생산되었지만, 출시된 것은 없었다.
2008년 2월 1일, 애리조나주 투손의 블토르 웨폰 시스템즈는 Vltor 포티스 권총 프로젝트의 출시와 함께 브렌 텐을 부활시킬 것이라고 발표했다. 블로그는 프로젝트가 브렌 텐 디자인의 더 현대적인 버전을 포함할 것이라고 시사했지만, 다른 정보는 거의 제공하지 않았다. 2009년 7월 27일, 블토르는 포티스 프로젝트의 생산 버전에 브렌 텐 이름과 "Circle X" 로고를 사용할 권리를 획득했으며 2010년 5월에 Vltor Bren Ten으로 권총을 출시할 예정이라고 발표했다. 2015년 1월, 회사는 총기 생산 노력이 품질 기준을 충족하지 못했지만 프로젝트에 계속 전념하고 있으며 2016년에 전면 생산에 들어갈 것이라고 예측하는 서한을 발표했다. 그러나 2017년 9월 1일 현재 생산된 총기는 없으며 블토르에서 예상 출시일도 제공되지 않고 있다.
2017년 8월 10일, 엘리트 워리어 아머먼트는 자신들의 브렌 텐 버전 프로토타입 사진을 공개했다. 2017년 12월 21일, 그들은 2018년 말 배송을 예상하고 보증금을 받기 시작했다.
2021년 1월 현재, 계속되는 "생산 지연"으로 인해 권총은 생산되지 않았다.

## 대중문화에서
브렌 텐은 TV 시리즈 마이애미의 두 형사에서 소니 크로켓의 권총 중 하나로 유명하다. 파일럿 에피소드를 제외하고, 그는 쇼의 첫 번째와 두 번째 시즌 동안 이 권총을 착용했다.

## 같이 보기
- IWI 제리코 941
- 탄포글리오 컴뱃
- 탄포글리오 포스

## 추가 문헌
- Carrillo, Ronald (2005). 《Bren Ten: the Heir Apparent》. Grand Junction, Colorado: Circle Ten.